# 日本におけるLGBTの権利
日本におけるLGBTの権利（にほんにおけるLGBTのけんり）では、日本におけるセクシュアル・マイノリティ・LGBT（レズビアン、ゲイ、バイセクシュアル、トランスジェンダー）の権利について解説する。
日本において同性愛は違法ではないが、同性結婚やシビル・ユニオンはG7諸国で唯一いずれもも法制化されていない。
「日本文化や日本国内で広く信仰されている宗教（主に、神道・仏教）においても、歴史上LGBTへの敵意は存在しない」とする見方もあるが、その一方で2022年6月の「神道政治連盟国会議員懇談会」で、性的少数者(LGBT)に対する差別的な言説を展開する資料が配布された問題（自由民主党議員会合LGBT差別冊子配布問題）も発生している。
一般社会においては、就職活動でもまだLGBTに対する差別や偏見が存在する。
現在のところ、日本において同性間のリレーションシップを承認する法律はない（ただし2023年5月31日現在、地方自治体レベルで同性パートナーシップ宣誓制度を条例で制定する例は複数ある）。補完手段として、「同性間カップルが養子縁組を結ぶケースが昔からある」ともいわれている。

## 概要

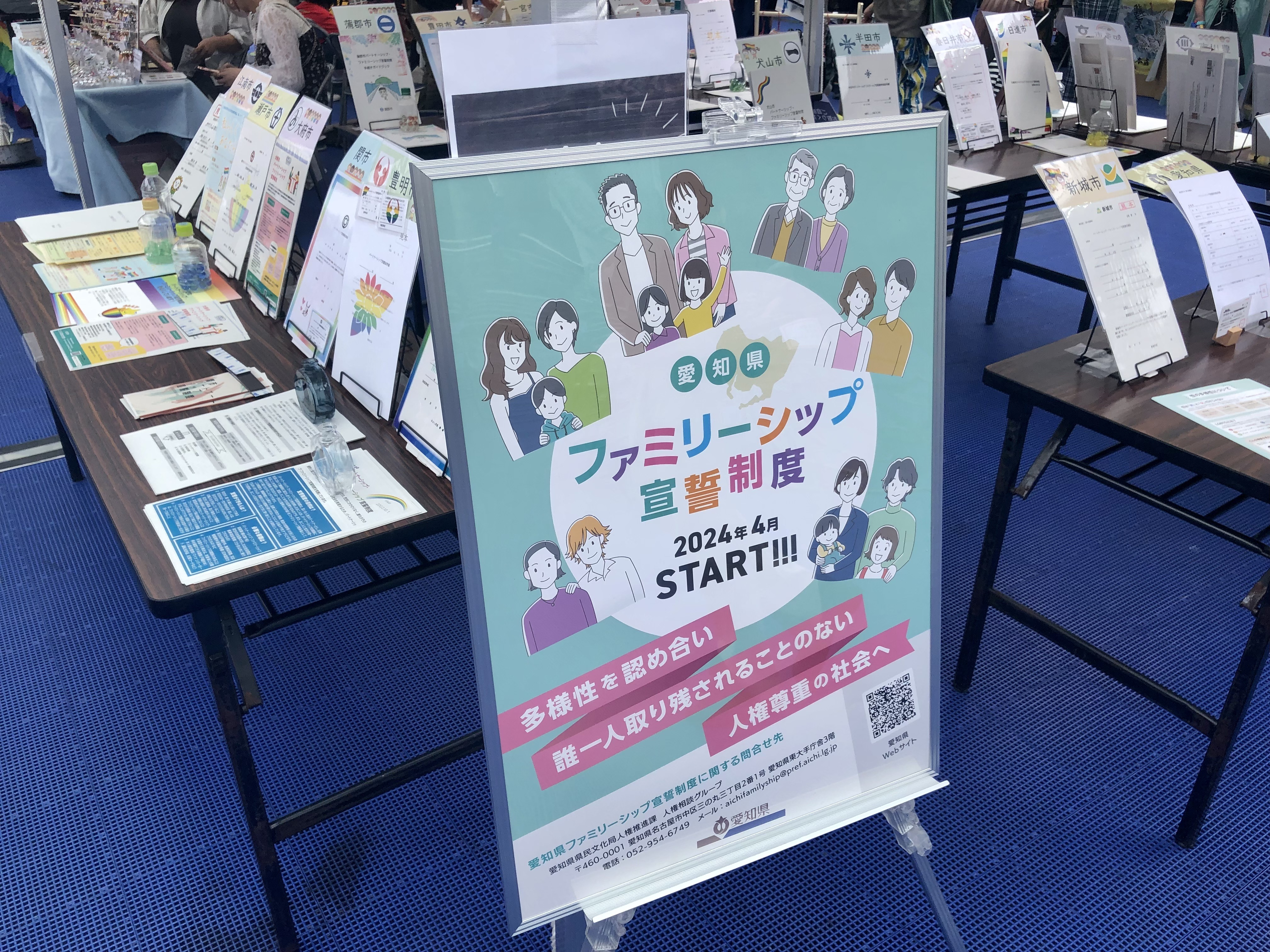
自治体ごとのパートナーシップ制度、ファミリーシップ制度を紹介する行政ブース（2024年撮影）

日本の伝統的な民族宗教である神道や、日本における仏教（日本の仏教）、儒教などは、同性愛や異性装を明示的に禁止しておらず、日本の歴史においてそれらは肯定的なものと捉えられていた。その後、明治時代初頭の1872年（明治5年）、西洋の政治・文化の影響などで男性同性愛の鶏姦（肛門性交）が違法とされたが（鶏姦罪）、8年後の1880年（明治13年）・1882年（明治15年）に制定された旧刑法からはこの規定はなくなった（後述）。
欧米諸国では教義上同性愛を罪とするキリスト教や19世紀帝政ドイツの衛生思想の影響で、同性愛者が激しく弾圧されたことや、第二次世界大戦後のマッカーシズムの「ゲイ狩り」などへの反動としてゲイ解放が興った。対して日本は、性的マイノリティ男性の迫害や逮捕などの歴史を持たず、政府などによる表立った差別もほとんどみられなかったという見方があるが、その一方で性的マイノリティ女性についての歴史的な資料が圧倒的に少ない。その背景には家父長制的な社会では抑圧を受ける側の声は表立ってあげられなかったことがある。
1971年（昭和46年）、東郷健が同性愛者であることを公言して選挙に初立候補した。彼は同性愛者を中心とした社会的少数者の人権を守ることを目的とした政治団体「雑民党」を結成し、幾度となく選挙に立候補して同性愛者の権利と存在を訴えた。1970年代後半から1980年代前半にかけては、当時の若い世代のゲイ達が「日本同性愛者解放連合」「フロントランナーズ」「プラトニカ・クラブ」など、いくつかのゲイ団体を結成して活動した（参照）。1984年には、国際的LGBT団体「国際ゲイ協会（IGA）日本支部」（現ILGA、代表・南定四郎）が発足し、1986年5月「第1回アジアゲイ会議」を開催した。1986年3月には「動くゲイとレズビアンの会」（現・アカー）が結成され、1997年（平成9年）には東京都による1990年（平成2年）に発生した「府中青年の家貸し出し拒否」を巡る裁判に全面勝訴した（後述）。1994年（平成6年）8月28日にはレズビアン・ゲイ・パレード（ILGA日本を中心とした実行委員会主催）が日本で初開催された。1994年（平成6年）はまた、厚生省（当時、現・厚生労働省）が同性愛を治療対象から除外した世界保健機関（WHO）の見解を踏襲し、文部省（当時、現・文部科学省）も指導書の性非行の項目から同性愛を除外した。日本精神神経学会も同性愛者団体の働きかけを受け、1995年（平成7年）にWHO見解を尊重すると表明した。
欧米圏や太平洋諸国、タイ、台湾（中華民国）などで同性結婚やシビル・ユニオンなどの制度が順次確立されつつある一方で（台湾は、2019年5月24日にアジアで初めて同性結婚を合法化）、日本では同性結婚はおろかシビル・ユニオンも認められていない。G7構成国で同性結婚とシビル・ユニオンのいずれもを容認しない国は日本のみとなった（2005年7月20日にカナダがG7で最初に同性結婚を法制化した。そして、フランスが2013年5月18日に、アメリカ合衆国が2015年6月26日に、ドイツが2017年10月1日に、イギリスが2020年10月1日に同性結婚を法制化した。イタリアでは2016年6月5日にシビル・ユニオン制度が施行された）。
日本においては2015年4月1日、東京都渋谷区で国内初の「同性パートナーシップ条例」が施行された。2023年5月15日現在で313市町村と12都府県において同性パートナーシップ条例が制定されている。ただし、これらはあくまで自治体内で限定的な効果が生じるのみであり、シビル・ユニオンや結婚、事実婚とは機能的に全く異なることに留意する必要がある。結婚の補完手段として、養子縁組を結ぶことも選択肢としてはあるとされる。
なお、日本は、国際連合のLGBTIコアグループ（英: UN LGBTI Core Group）のアジアからの唯一の参加国である。同グループは、LGBTフレンドリーな国11カ国や2つの国際機関などで構成され（2013年時点）、2013年9月にニューヨークの国際連合本部で開かれた閣僚級会合で、日本からは当時の吉川元偉国連大使が出席した。
2023年6月には性的指向及びジェンダーアイデンティティの多様性に関する国民の理解の増進に関する法律が国会で成立し、施行された。この法律は形の上はLGBTなどの性的少数者に対する理解を広めるための施策を謳っているが、数々の問題も当事者団体等から指摘される。

## 年表
- 1880年（明治13年） - 1872年（明治5年）の「鶏姦律条例」及び、翌年の「改定律例」では男性同士の鶏姦（肛門性交）が犯罪とされたが（後者の第266条では懲役刑）、1880年制定の旧刑法には鶏姦禁止規定は盛り込まれず、1882年1月1日同法施行で鶏姦罪消滅。
- 1952年（昭和27年） - 会員制ゲイ雑誌「アドニス」創刊。
- 1960年（昭和35年） - 男性同性愛専用ページが常設された「風俗奇譚」創刊（61年1月号から女装専用ページも常設）。
- 1971年（昭和46年）
  - 東郷健が同性愛者であることを公言して参院選に初立候補。
  - ゲイ雑誌「薔薇族」創刊。
- 1974年（昭和49年） - ゲイ雑誌「アドン」（5月号）、「さぶ」（11月）創刊。
- 1976年（昭和51年） - 11月、ゲイ団体「日本同性愛者解放連合」結成、10人近いグループで数年間活動。
- 1977年（昭和52年）
  - 3月、ゲイ団体「フロントランナーズ」結成、6人前後で数年間活動。
  - 5月、既成のゲイ雑誌に不満を持つ人たちが、ゲイリベレーションを編集趣旨としてゲイマガジン「プラトニカ」発刊。のち同誌を母体に「プラトニカ・クラブ」結成も、79年に最終4号を出して解散[4]。
- 1978年（昭和53年） - TBSラジオ『スネークマンショー』の「ウェンズデースペシャル」というコーナーをゲイの「タック」が担当。ニュースレターが出され、OWC（アワーズワークコミュニティ）というゲイグループも生まれた。
- 1979年（昭和54年）
  - 東郷健が「雑民党」の前身の「雑民の会」を設立。
  - 3月、プラトニカクラブから数人が参加して「JGC」（ジャパン・ゲイ・センター）結成し、ミニコミの「GAY」を8号まで、「CHANGE」を2号まで出すも82年解散。JGCはミニコミをメディアや文化人に送付したり、差別的な報道に抗議したりした[4]。
- 1981年（昭和56年） - 日本在住の外国人ゲイによる「イングリッシュ・スピーキング・オルタネート・ライフスタイル サポートグループ」結成。途中で日本のゲイにも参加してもらおうと「東京ゲイサポートグループ」に改名し、84年頃から機関誌「COMING OUT」を発行し、TEL相談、月数回のイベント開催を行う[4]。
- 1983年（昭和58年）
  - サークル「CLASS」結成。それ以前から別名で活動していた、ティーン中心のゲイサークル。友達同士のような関係をつくり、ゲイの悩みを皆で解決していくことを目指した。会員数は40人程（当時）で東京・赤羽と大阪（所在地は尼崎）に本部があった[4]。
  - 赤塚不二夫「ニャロメのおもしろ性教育」（西武タイム）発売。同書7章で同性愛などが肯定的に取り上げられる。

- 1984年
  - IGA（国際ゲイ協会、現ILGA）日本支部発足。「アドン」編集長の南定四郎がIGA（欧州に本部を置くゲイの国際団体）から依頼を受け、日本支部として活動開始。
  - 同年9月、IGA大阪発足、のちOGC（大阪ゲイ・コミュニティ）に改称。

- 1985年（昭和60年） - 東大阪市長瀬に「上方DJ倶楽部」発足。DJ形式でトークなどの様々な催しをカセットテープに収録し、ゲイのイメージ向上とアピールを目指した。

- 1986年（昭和61年）
  - 3月3日 - 「動くゲイとレズビアンの会」（現・アカー）が設立される[9]。
  - 5月1日〜3日 - IGA（現ILGA）日本（代表・南定四郎）が「第一回アジアゲイ会議」開催。

- 1990年（平成2年）
  - 2月11日 - アカーのメンバー18人が東京都府中青年の家に合宿のため宿泊[14]。翌日にかけ、他の宿泊団体の日本イエス・キリスト教団青年部などから差別・中傷を受けるトラブルが発生した。同施設所長や都職員も不適切な対応をした[15][16]。
  - 4月26日、東京都教育委員会は、アカーの2回目の宿泊の申し込みについて不承認を決定[17]。

- 1991年（平成3年）
  - 2月12日 - アカーと3人のメンバーは、施設利用拒否は違憲だとして、都を相手取り、総額約650万円の賠償を求める訴訟を東京地裁に起こした（東京都青年の家事件）[18]。
  - 8月、『インパクション』（インパクト出版会）71号で「ゲイリベレーション」特集。浅田彰らが寄稿。

- 1994年（平成6年）
  - 厚生省（当時、現・厚生労働省）が同性愛を治療の対象から除外したWHOなどの見解を踏襲。
  - 文部省（当時、現・文部科学省）が指導書の「性非行」の項目から同性愛を除外。
  - 8月28日 - 日本で初めてのプライド・パレードである「東京レズビアン・ゲイ・パレード」が開催された[19]。
  - 11月 - ゲイ雑誌「Badi」創刊。
  - GAY-FRONT関西(現G-FRONT関西)発足。これ以前から「ぷあぷあ」など現G-Front関西の構成グループは活動していた。

- 1995年（平成7年）
  - 日本精神神経学会が「同性愛を治療対象から除外したWHOの見解を尊重する」と発表。ちなみに米精神医学会が「同性愛を精神障害と見做さない」と決議したのは1973年。
  - ゲイ雑誌「G-men」創刊。

- 1997年（平成9年）
  - 9月16日 - 東京都府中青年の家裁判で控訴審判決。アカーの訴えが認められ結審。

- 2003年（平成15年）
  - 4月28日 - 上川あやがMTFトランスジェンダーであることを公表のうえ立候補した世田谷区議会議員選挙が執行。初当選し、日本で初めてLGBTであることを公表した地方議員が誕生（以後、6期連続当選）。
  - 7月10日 - 戸籍の性別変更を可能とする性同一性障害特例法成立。
  - 同年秋より都市再生機構が同性間のカップルにも住宅の貸し出しを認める。
  - 宮崎県都城市が全国で初めて同性愛者の人権を明記した条例施行。
  - 8月 - 東京・新宿二丁目にLGBTコミュニティセンター「コミュニティセンターakta」開館[20]。
  - 9月14日 - 「レインボーマーチ札幌」で上田文雄市長がスピーチをし、LGBTのイベントに参加した初の自治体首長になった。

- 2004年（平成16年）
  - 7月16日 - 性同一性障害特例法施行。

- 2005年（平成17年）
  - 8月、大阪府議会議員の尾辻かな子が『カミングアウト―自分らしさを見つける旅』（講談社）を出版。同性愛者であることを、著書を通じて初めて公表した[21]。
  - 9月、大阪市でも同性間カップルに住宅の貸し出し認める。
  - レインボーマーチ札幌に北海道知事高橋はるみのメーセッジが寄せられる。

- 2007年（平成19年） - 第6回東京プライドパレードに初めて厚生労働省と東京都が後援につき、渋谷区の桑原敏武区長と新宿区の中山弘子区長からメッセージが寄せられる。
- 2011年（平成23年） - ゲイであることを公表した石川大我が社会民主党公認で東京都豊島区議会議員に、石坂わたるが無所属で同中野区議会議員に当選（いずれも以後、2期連続当選）
- 2013年（平成25年） - 5月23日、尾辻かな子が参議院議員に繰り上げ当選。日本で初めてLGBTを公表した国会議員が誕生。
- 2014年（平成26年） - 戸籍上男性から女性に性別移行を行った女性が、パートナーと婚姻関係を結んだ後での特別養子縁組が家庭裁判所に承認される。
- 2015年（平成27年）
  - 3月31日 - 東京都渋谷区議会にて、渋谷区男女平等及び多様性を尊重する社会を推進する条例（通称：同性パートナーシップ条例）が自由民主党と無所属議員3人を除く賛成多数で可決、成立。4月1日より条例が施行[22][23]し11月5日より発行される[24]。
  - 8月 - 東京都世田谷区長の保坂展人が「同性カップルが互いを人生のパートナーとする宣誓書を提出すれば、11月1日より区は宣誓を証明する受領証を発行する」と発表した[25]。世田谷区のものは条例化されておらず法的根拠のない要綱扱いとなっている。
  - 12月 - 兵庫県宝塚市が「パートナー宣誓書を提出した同性カップルに、2016年6月より宣誓を証明する受領証を発行する要綱を定める」と発表した[26]。
- 2016年（平成28年）
  - 12月 - 大阪市が30代と40代の男性カップルを児童福祉法に規定された養育里親として認定し、翌2017年4月に報道機関による報道された[27]。
- 2017年（平成29年）
  - 3月 - 埼玉県入間市議会議員選挙にてFTMトランスジェンダーを公言した細田智也が民進党公認で出馬し当選。戸籍を女性から男性へ変更し公職に就く者としては世界初[28]。
  - 10月 - 第48回衆議院議員総選挙にて尾辻かな子が衆議院議員として国政復帰。

- 2019年（平成31年/令和元年）
  - 7月 - 第25回参議院議員通常選挙にて立憲民主党公認の石川大我元豊島区議会議員が比例区で当選、日本においてLGBTであることを公表している2人目の国会議員誕生。
- 2021年（令和3年）
  - 3月17日 - 札幌地方裁判所（武部知子裁判長）は、同性カップルなどが同性同士の結婚が認められないのは憲法に違反するとして損害賠償を求める集団訴訟（「結婚の自由をすべての人に」訴訟）において、原告の請求を棄却するも、「同性愛者に対して、婚姻によって生じる法的効果の一部ですらもこれを享受する法的手段を提供しないとしていることは、法の下の平等を定めた憲法14条に違反する」（違憲）との判断を下した[29]。

- 2022年（令和4年）
  - 6月20日 - 大阪地方裁判所（土井文美裁判長）は、同性婚訴訟において、「人類には、男女が共同で生活を営み、自然生殖により子が生まれることにより子孫を残し、次世代へと承継してきた実態が歴史的・伝統的に存在しており、婚姻制度は、このような関係に対し、法的保護を与えるものである」として、同性婚を認めていない日本の現行法は違憲ではないとする判決を下した（合憲）。この判決は2021年の札幌地方裁判所の司法判断とは分かれる結果となった[30]。
  - 11月30日 - 東京地方裁判所（池原桃子裁判長）は、同性婚訴訟において、「婚姻によってパートナーと家族になり、法的な保護を受ける利益は個人の尊厳に関わる重要な利益で、男女の夫婦と変わらない生活を送る同性カップルにとっても同様だ」「同性パートナーと家族になるための法制度が存在しないことは、同性愛の人に対する重大な障害であり、個人の尊厳と両性の本質的平等を定めた憲法に違反する状態だ」と指摘した。一方で、「どのような法制度にするかは、国の伝統や国民感情を含めた社会状況を踏まえつつ、十分に議論されるべきで、国会の裁量に委ねられている」として、今の法律の規定が憲法に違反するとまでは言い切れないと判断し、婚姻の自由や法の下の平等を定めた憲法にも違反しないとして、訴えを退けた[31]。同性パートナーと家族になる制度がないのは違憲状態にあると指摘した[32]。

- 2023年（令和5年）
  - 5月30日 - 名古屋地方裁判所（西村修裁判長）は、同性婚訴訟において、「婚姻の意義は、単に生殖と子の保護・育成のみにあるわけではない」と述べ、同性婚が認められないのは「憲法14条にも同24条2項にも違反する」との判断を示した（違憲）。24条2項に違反するとの判断は初めて[33][34][35]。
  - 6月8日 - 福岡地方裁判所（上田洋幸裁判長）は、同性婚訴訟において原告の損害賠償請求を棄却したが、「憲法24条2項に違反する状態にある」と指摘した（違憲状態）[36]。
  - 6月23日 - 性的指向及びジェンダーアイデンティティの多様性に関する国民の理解の増進に関する法律（LGBT理解増進法）施行[37]。
  - 10月25日 - 最高裁判所大法廷（戸倉三郎裁判長）は、トランスジェンダーの者が法律上の性別を変更する際、生殖能力を将来にわたって永久に喪失していることを要件としている性同一性障害者特例法の規定は、憲法13条に違反し無効であると判断した（詳細は後述）。

- 2024年（令和6年）
  - 3月14日 - 東京地方裁判所（飛澤知行裁判長）は、同性婚訴訟において原告の損害賠償請求を棄却したが、「憲法24条2項に違反する状態にある」と指摘した（違憲状態）[38]。
  - 同日 - 札幌高等裁判所（齋藤清文裁判長）は、同性婚訴訟において原告の控訴を棄却して損害賠償請求を棄却したが、「憲法14条にも同24条にも違反する」との判断を示した（違憲）。控訴審における高等裁判所の判断は初めて。また、両性間の婚姻の自由を定めた24条1項に違反するとの判断も初めて[39]。
  - 3月26日 - 最高裁第三小法廷（林道晴裁判長）は、自身と同性のパートナーを殺害され、犯罪被害者給付金の不支給裁定の取り消しを求めていた男性の訴訟について、犯罪被害者と同性のパートナーも「事実上婚姻関係と同様の事情にあつた者」に該当し、犯罪被害者給付金の支給対象となりうると判断した[40]。
  - 10月30日 - 東京高等裁判所（谷口園恵裁判長）は、同性婚訴訟において原告の損害賠償請求を棄却したが、「憲法14条にも憲法24条2項にも違反する」と指摘した（違憲）[41]。
  - 12月13日 - 福岡高等裁判所（岡田健裁判長）は、同性婚訴訟において原告の損害賠償請求を棄却したが、「憲法13条、14条、24条2項に違反する」との判決を下した（違憲）[42]。

## 法制度

### 性的同意年齢
日本の刑法第176条（不同意わいせつ罪）及び第177条（不同意性交等罪）の規定において、性的同意年齢は男女とも16歳以上と規定されている。なお、13歳以上16歳未満の者に対して性行為が行われた場合に処罰されるのは、その行為をした者が5歳以上年上の場合と規定されている。しかし、都道府県などで淫行条例により成年と18歳未満との「淫行」(詳細な定義は淫行条例の項を参照)は禁止されている。また、日本の売春防止法は売春における実際の性行為（または管理売春）を禁じている。同法では男女間の行為を定義しており、同性間の行為はその模倣とみられるため、同性間の売春は直接的に禁止されていない。

### 刑法
鶏姦罪についての詳細は「日本における同性愛#幕末・明治初期：男色文化衰退、地方レベルではなく全国で初の違法化（一時的）」参照。
明治時代初頭の1872年（明治5年）、西洋の政治・文化の影響もあり、ソドミーの中で男性同士の肛門性交のみを禁じる鶏姦条例が発令された(ソドミー法)。この条例名は清律(en)の㚻姦（けいかん）罪から取られ、㚻の字には音が同じ「鶏」が当てられた。翌1873年（明治6年）には「改定律例」第266条に鶏姦罪として規定し直され、違反した者は懲役刑とされた。しかし1880年（明治13年）制定の旧刑法にはこの規定は盛り込まれず、1882年（明治15年）1月1日の同法施行をもって鶏姦罪は消滅した。短い期間ではあるが、日本の歴史で唯一、男色が禁止されていた時期であった（元禄時代は衆道が日常的だった）。ただし同性愛自体が違法化されたわけではなく、薩摩藩（現在の鹿児島県）などでも男色は引き続き行われており、事実上はザル法化していた。この期間を除いて日本では同性愛行為を規制する法律は存在せず、成人の同性間の私的な性的行為は、日本国内では違法ではない。
1872年（明治5年）、当時の東京などで違式詿違条例布達が出され女子の断髪が禁止された。違反者は罰金が科されたため、FTMのトランスジェンダー、トランスセクシュアルは自身のセクシュアリティを表現できなかった。
強姦罪は、男性器が女性器に挿入された場合のみ適用され、ゲイの加害者が男性の被害者に暴行又は脅迫を用いて肛門性交を行う、もしくはレズビアンの加害者が女性の被害者に暴行又は脅迫を用いて性行為を行ったとしても量刑が軽い強制わいせつ罪が適用された(強姦罪は3年以上の20年以下の懲役であるが、強制わいせつ罪では6ヶ月以上10年以下)。やがて2017年（平成29年）7月13日に、被害者が女性の場合のみに限定されていた強姦罪は廃止され、女性に限らず男性が被害者の場合を含む性別不問の強制性交等罪の規定が設けられた「強制性交等罪」がその役割を引き継いだ。
ストーカー規制法は加害者が同性であっても適用される。

### 法的保護
2000年（平成12年）の段階で、日本の国内では公民権に関連する法律において性的指向を明示して保護していない。これは日本においてLGBTの人々が雇用や教育、居住や健康、財産などで差別を受けた場合に拠り所となる法的手段がないことを示している。
例えば、学校教員の採用面接時にカミングアウトしていないことが多いとはいえ、ゲイ・レズビアン・トランスジェンダーの教員が勤務すること自体には全ての教育レベルにおいても規制がない。また、自衛隊では、米国でのビル・クリントン大統領政権時代に起こった同性愛者の従軍議論に関連し、「同性関係が職務やその他の問題に影響しない限りは問題とされない」と回答している。
日本の憲法では平等な権利を謳い、法の下の平等の理念の基にいかなる理由の差別も禁止していると解釈されている(詳細は日本国憲法第14条を参照)。しかしながら同性愛者とトランスジェンダーの人々は、異性または同性のパートナーから肉体的、性的、心理的な暴力を受けた場合に、「配偶者からの暴力の防止及び被害者の保護等に関する法律」の適用外とされ、法的保護を受けることができないケースがある。日本は差別行為を包括的に禁じる条項を盛り込んだ「市民的及び政治的権利に関する国際規約」の締約国であり、性的指向や性自認による差別を行った者への処罰の必要性が記された「性的指向と性自認に関する声明」（en）にも賛成の意を示しているが、法整備が追いついていない。
労働基準法第1章 総則 第3条（均等待遇）には、「使用者は、労働者の国籍、信条又は社会的身分を理由として、賃金、労働時間その他の労働条件について、差別的取扱をしてはならない。」とあり、こちらも憲法同様限定列挙と解され、性的志向、性自認を理由とした不利益な取り扱いも禁止されている。
男女雇用機会均等法は性差別の禁止や職場におけるハラスメントの禁止など数度に渡って改正されてきたが、ジェンダーや性的指向による差別の禁止への拡大適用を見送っている。
1991年（平成3年）、「動くゲイとレズビアンの会」（現・アカー）が公的施設の利用を拒否されたとして東京都を訴えた東京都青年の家事件が起きた。裁判は1997年（平成9年）に原告団体の全面勝訴で結審。裁判後、東京都は性的指向による雇用差別を禁じた指針を発表している。
2017年（平成29年）3月14日、文部科学省は学校教育における「いじめの防止等のための基本的な方針」を改定し、性的マイノリティの生徒への配慮を初めて盛り込んだ。ヒューマン・ライツ・ウォッチは、「LGBTの権利の分野での日本の評価を高めるであろう」「日本政府はLGBT生徒を守るため、教職員への教育とエンパワーメントの分野での指導力を見せた」とこの改定を評価し、日本がLGBT権利擁護について、世界のリーダーシップを取る事を期待した。

### トランスジェンダーに関連した事柄
2003年（平成15年）7月10日に性同一性障害者が性別適合手術後に法的な性別の変更を認める「性同一性障害者特例法」が成立し、2004年（平成16年）7月16日に施行された。これにより、以下の要件を満たす場合、家庭裁判所に対して性別の取扱いの変更の審判を請求することが可能となった。審判の許可を受けることで、法令上の性別の取扱いと戸籍上の性別記載が変更できるようになった。
1. 18歳以上であること。
2. 現に婚姻をしていないこと。
3. 現に子がいないこと（平成20年6月に未成年者の子がいないことに改正された）。
4. 生殖腺がないこと又は生殖腺の機能を永続的に欠く状態にあること。
5. その身体について他の性別に係る身体の性器に係る部分に近似する外観を備えていること。

2012年（平成24年）2月24日、兵庫県弁護士会は男性刑務所に収容されている性別適合手術を受けていないトランスセクシュアルの女性を女性刑務所に入れるよう勧告を行った。それらを受け、法務省は該当者の個室利用や単独入浴を許可する方針を発表した。
2023年10月25日に最高裁判所大法廷は、前記の4.の要件について、同規定の目的である、性同一性障害者である男性の妊娠といった現行法令が想定していない事態を防ぐということについて、「生殖腺除去手術を受けずに性別変更審判を受けた者が子をもうけることにより親子関係等に関わる問題が生ずることは、極めてまれなこと」であり、また、「法律上の親子関係の成否や戸籍への記載方法等の問題 は、法令の解釈、立法措置等により解決を図ることが可能なもの」と判断し、加えて、性同一性障害者に対する生殖腺の摘出の治療は必ずしも行われなくなっており、「医学的にみて合理的関連性を欠く制約」であると判断し、そのため同規定は「必要かつ合理的なものということはできない」として憲法13条（個人の尊厳・幸福追求権）に違反し無効であると判断している。

### 同性結婚
日本国憲法第24条で「婚姻は、両性の合意のみに基いて成立し、夫婦が同等の権利を有することを基本として、相互の協力により、維持されなければならない」と規定されていることから、「同性間のカップルは結婚が認められておらず、結婚によって得られる権利を得られない」とする説がある。一方で、「憲法第24条は『異性結婚』が両性の合意のみに基づいて成立することを示しているにすぎず、同性結婚を禁止した条文ではない」とする説もある。
「同性間の『養子縁組』は比較的結びやすい」とされており、同性間のリレーションシップを保障するための代替的な機能を果たしてきた。しかし近年では、欧米での同性結婚の合法化の波を受けて、「親子擬制の養子縁組ではなく、異性愛男女の結婚のようなきちんとした婚姻関係を結びたい」という声も高まってきている。
外国で成立した同性結婚は日本国内で認知されず、外国人のパートナーはその関係性に基づいてビザを取得できないのが現状である。
2009年（平成21年）3月27日、同性結婚が認められた国に住む外国人と、相手国で同性結婚をすることが可能になることが報じられた。日本は国内での同性結婚を認めていないことから、同性のパートナーと国際結婚をするために必要な書類の申請は拒否されていたが、法務省の通達がなされたことで、同性結婚を望む者には独身の成人である証明書を発行するようになった。
2012年（平成24年）5月15日、東京ディズニーリゾート（ミリアルリゾートホテルズ）内の3つのホテルにおける同性結婚式実施の照会について、広報担当者が「可能」と回答した。

### 子供・養育
欧米諸国には、同性カップル/夫婦が養子を引き取ることや、独身者に限り同性愛者が養子を持つことを認めている国があるが、日本ではそれらが認められていない。また米国では提供卵子と代理母で実子を授かるゲイカップルが急増していて、英国のロック歌手エルトン・ジョン、米国の俳優ニール・パトリック・ハリスにも、パートナーのゲイとの間にそうしてもうけた子供がいる。

## 教育
前史：性非行、人間性の悲劇として
かつて文部省（現・文部科学省）は、同性愛を「性非行」の倒錯型性非行として問題視しており、1979年（昭和54年）の文部省『生徒の問題行動に関する基礎資料』「IV性非行 - ④倒錯型性非行 - オ同性愛」では、「同性愛は一般的に言って健全な異性愛の発達を阻害する恐れがあり、また社会的にも、健全な社会道徳に反し、性の秩序を乱す行為となり得るもので、現在社会であっても是認されるものではないであろう」（抜粋）として、「専門機関による治療が望まれる」と記述していた。また、1955年（昭和30年）11月28日付け読売新聞「同性にあこがれ」（『人生案内』）では、同性愛は「色情の異常で人間性の悲劇」とされ、1980年代後半の「中2の息子が同性愛」（『人生案内』）も、帰宅したら息子が同じ学校の男子生徒と全裸で抱き合っているところを見てしまったという母親の相談に「（息子はゲイでないのにゲイの生徒に振り回されているという憶測に基づいて）息子さんの将来を思えば、相手から引き離すべきだ」などとする専門家による回答がなされた。この回答は当時の薔薇族が取り上げ批判したが、その薔薇族も異性愛者の編集長、伊藤文學が「どうせこの母親は甘やかして息子を育てたに決まっている（だから息子もゲイになった）」と同性愛についての持論を書いていた。
『高校教育展望』（1985年5月号,小学館）で、関西性教育相談所長の黒川義和は「高校生の問題行動」として同性愛について触れ、「人は男女の立場から、これに夫・妻の立場、さらに父親と母親の立場が加わって、責任もあるが、また幸せな一生を送ることができるわけであるが、同性愛者にはこの全てが欠落しているのである」とした。そして対応例として、「原因発生の時期をつかみ、これを起点として対応法を考え、早期に指導すれば修正の可能性がある」「最近話題になっているエイズの話を付け加えるのもよいと思う」と主張していた。
性科学者で京都大学霊長類研究所長（当時）の大島清は自らの著書で同性愛を取り上げては、「オスが男になるには二重の壁がある」などとして、「その壁を乗り越えられないと同性愛になってしまう」というロジックで同性愛を否定していた。京都精華大学助教授（当時）の上野千鶴子も「同性愛者を差別する」（「スカートの下の劇場」より）、「レズビアニズムはヘテロセクシュアルの副産物、カウンター・イデオロギーであり、時代が変われば変わる」（同）と断じていた。
ゲイやレズビアンの当事者個人や、1979年（昭和54年）結成の「JGC（ジャパン・ゲイ・センター）」、1986年（昭和61年）結成の「動くゲイとレズビアンの会」などが積極的に出版社などに働きかけ、差別表現の是正を求めていた。
同性愛を性非行から除外へ
そうした中、1983年（昭和58年）に出版された赤塚不二夫「ニャロメのおもしろ性教育」（西武タイム）では同性愛が肯定的に取り上げられた。漫画に男性同士のカップルを登場させ、同性愛の歴史やそれが古代ギリシャやアメリカ・インディアンの中では自然な行為だったこと、同性愛者の差別の現状や、性交渉のやり方、米国のゲイ解放運動などを解説した。そして「心理的に人間には、同性愛の可能性が潜んでいるといわれる。」「彼らの行動を無理に邪魔したり、からかったりしないほうがいい。」と説いた。
また山本直英らは同性愛を肯定的に扱う性教育を先駆的に行った。教育現場では、1991年（平成3年）に劇場公開されゲイの生活を4年間追い続けたドキュメンタリー映画「らせんの素描」にも出演した高校教師の平野広朗は、ゲイであることをカミングアウトして授業を行った。性教育に関する副教材「ひとりで ふたりで みんなと」（小学生用）「おとなに近づく日々」（中高生用）でも同性愛のことが触れられた（その後廃刊）。
1994年（平成6年）には政治的にも大きな変化があり、ゲイ団体の度重なる抗議や世界保健機関（WHO）が同性愛を治療対象から除外したことなどを受け、文部省は指導書の「性非行」の項目から同性愛を削除した。

## 健康

### LGBTと自殺
「同性愛者の自殺率は異性愛者のそれより高い」という報告があり、近年漸く注目されつつある。1999年と2005年に行われたインターネット調査では、日本のゲイ・バイセクシュアル男性全体の65%が自殺を考えたことがあり、15%が自殺未遂をしているという結果が出ている。また2001年（平成13年）の厚生労働省の調査では、ゲイ・バイセクシュアル男性の自殺未遂リスクは異性愛者よりも5.9倍高いことが示唆されている。周囲と違うから、女性（男性）的だからなどの理由でいじめに遭うことも少なくない。日本でも2012年（平成24年）に民主党内に「性的マイノリティ小委員会」が設けられ、2013年（平成25年）には自民党内に「性的マイノリティに関する課題を考える会」が結成されるなど、少しずつではあるが対策が始まりつつある。
岡山大学病院が調査した結果、性同一性障害者の6割程度に希死念慮があり、3割程度に自傷行為や自殺未遂の経験があるという。

### 同性愛の治療対象からの除外と性的指向の矯正
1994年（平成6年）、厚生省（現・厚生労働省）が同性愛を治療の対象から除外したWHOなどの見解を踏襲し、1995年（平成7年）には日本精神神経学会も「同性愛を治療対象から除外した世界保健機関（WHO）の見解を尊重する」とし、「同性愛は治療の対象にならない」と表明した。
かつて厚生省は同性愛を「異常性欲」の一つとみなし、治療の対象にしていた。そして日本の精神病院でも同性愛者（性同一性障害）に対し、治療と称して電気けいれん療法（電気ショック）が行われていた。

### 性同一性障害の治療について
日本では主に精神科医、泌尿器科医、婦人科医、形成外科医が治療を行う。医療機関によっては「ジェンダークリニック」、「GIDクリニック」と専門外来を設けている場合もある。日本では精神科領域のカウンセリングは健康保険の適用範囲となっている。また平成30年度診療報酬改定により2018年4月から性同一性障害の手術療法が保険適用となった。しかしホルモン療法は保険の対象外であり自由診療のままとされ、「同一の疾病に対する一連の治療として、保険適用外の治療と保険適用の治療を組み合わせて行うことは認められない」という厚労省による解釈により、ホルモン療法を併用していた場合は混合診療と扱われて保険適用外となっている。そのため乳房切除手術を例外として保険の適用は全くといっていいほど進んでいない。性同一性障害の治療は原則的に日本精神神経学会が制定している『性同一性障害に関する診断と治療のガイドライン』に従うことになっているが、和田耕治のようにガイドラインに従わず独自にホルモン療法や性別適合手術を行う医師や医療機関も存在する。2015年現在性同一性障害者に適切な治療を行える病院は少なく、タイ王国など海外で治療を受けるものも多い。性同一性障害に関する治療（カウンセリング、ホルモン療法、性別適合手術）を行っていると明言している医療機関は以下のとおりである。
北海道・東北地方
- 札幌医科大学附属病院[78]
- 東北大学病院[79]

関東地方
- 埼玉医科大学総合医療センター[80]
- 昭和大学附属烏山病院[81]
- 東京大学医学部附属病院[82]

中部地方
- 聖隷浜松病院[83]
- 山梨大学医学部附属病院[84]
- 岐阜大学医学部附属病院[85]
- 名古屋大学医学部附属病院[86]

近畿地方
- 大阪府済生会泉尾病院[87]
- 大阪医科大学附属病院[88][89][90]
- 関西医科大学総合医療センター[91]
- 近畿大学医学部奈良病院[92]

中国地方
- 岡山大学病院[93][94][95][96][97][98]
- 川崎医科大学附属病院[99]

九州地方・沖縄
- 北九州市立八幡病院[100]
- 福岡大学病院[101]
- 長崎大学病院[102][103]
- 大分大学医学部附属病院[104]
- 宮崎大学医学部附属病院[105]
- 鹿児島大学病院[106]
- 沖縄県立中部病院[107]

### 献血
日本赤十字社は、過去6ヵ月間に「不特定の異性または新たな異性との性的接触があった」「男性どうしの性的接触があった」「麻薬・覚せい剤を使用した」「エイズ検査（HIV検査）の結果が陽性だった（6ヵ月以前も含む）」「上記に該当する人と性的接触をもった」者については「エイズウイルス（HIV）やB型肝炎およびC型肝炎ウイルス感染の危険性が高い行為」をおこなったとして献血を禁止している。異性間は6ヶ月以内の不特定多数又は、新たな異性に限定しているのに、男性同士は6ヶ月以内に性的接触をした者（男性間性交渉者）の全てが献血禁止対象にされている。
同様の禁止規定がある米国では2010年3月4日、18人の上院議員が「科学は劇的に変わった」として「献血された血液は2つの非常に正確な検査を受けなければならないため、薬害の可能性はほぼゼロ」と語った。彼らの書簡では、2006年3月、アメリカ赤十字社、アメリカ血液センター及び血液銀行協会が「この禁止規定は、医学的、科学的に不当である」と報告したことにも注目している。

## LGBTと企業・行政

### LGBTと労働
就職
同性愛者・両性愛者や性別違和（性同一性障害）などLGBTの学生は「ありのままの自分で働きたい」という思いがある一方、希望する企業に理解があるかどうか分かりづらく、悩みが多い。だが、金融関連企業11社によるLGBT学生向けセミナーが2015年3月に開かれるなど、企業や社会の理解は少しずつ広まりつつある。
2016年からは、企業・団体等におけるLGBTの働きやすさへの取り組みを評価する指標としてWork with PrideによるPRIDE指標が発表されるようになった。2017年に最高点「ゴールド」を獲得した企業には、次項「先進的取組」に挙げた日本アイ・ビー・エムをはじめ、資生堂、関西電力、パナソニック、ANA、日本航空、UBS、筑波大学などが挙げられる。
先進的取組
ダイバーシティ・マネジメントの先進的な取り組みとしては、日本アイ・ビー・エムの例が挙げられる。同社に設置された「ダイバーシティー委員会」には、「ゲイ、レズビアン、バイセクシュアルなどといった性的マイノリティーの人々も気兼ねなく働ける環境とネットワーク作り」を目標として掲げる「セクシュアル・オリエンテーション部門」が下部機関として設けられている。部門の設置を決めた社長の大歳卓麻自らダイバーシティー委員会の委員長に就任していた。これらの取り組みについて、大歳は「ゲイは、世界的には男性の7%存在するとされますが、隠して不自由な思いをしながら働くより、会社として認め、サポートを約束することで、本人は働きやすくなります。カミングアウトする者も現れる。これはプラスです。」と発言した。

### LGBTと企業・行政サービス
2003年（平成15年）秋より都市再生機構は、管理する建物300件について、異性間のカップルと同様に同性間のカップルにも住宅の貸し出しを認めた。大阪市でも2005年（平成17年）9月から同様のルールを適用している。
携帯電話キャリアによっては家族割のような割引が、同居している同性カップルにも適用されることがある。

## LGBTの権利と裁判
- 1991年2月、市民団体「動くゲイとレズビアンの会」（現・アカー）のメンバーは、東京都が同性愛者への宿泊施設「府中青年の家」の利用を拒否したことについて、損害賠償請求訴訟を提起した[17]。

- 2002年6月20日、女装での出勤を禁止した業務命令や、配置転換に従わなかったとして解雇された性同一性障害者（トランス女性）の会社員が解雇を無効にするよう提訴した事件について、東京地方裁判所は、「債権者は本件申出をした当時には、性同一性障害（性転換症）として、精神的、肉体的に女性として行動することを強く求めており、他者から男性としての行動を要求され又は女性としての行動を抑制されると、多大な精神的苦痛を被る状態にあったということができる」とし、「女性の容姿をした社員を就労させることが、会社における企業秩序又は業務遂行において、著しい支障を来すと認められないから、本件服務命令違反を理由とする懲戒解雇に相当性は認められない」と述べ、解雇は無効であるとの判決を下した[115]。

- 2012年11月、性同一性障害で戸籍上の性別を男性から女性に変えた会社経営者が静岡県湖西市の会員制ゴルフ場から入会を拒否されたとして、運営会社などを相手に約786万円の損害賠償を求めた訴訟を静岡地裁浜松支部に起こした。運営会社側は第1回口頭弁論で請求棄却を求めていた。運営会社側は「更衣室で女性会員から苦情が出るのを懸念した。」としている[116]。静岡地方裁判所は、2014年（平成26年）9月8日に、「構成員選択の自由を有することを十分考慮しても、やはり本件入会拒否及び本件承認拒否 は、憲法14条1項及び国際人権B規約26条の規定の趣旨に照らし 、社会的に許容しうる限度を超えるものとして違法というべきもの」と認め、慰謝料の請求を一部認容した。被告側は控訴するも、東京高等裁判所は2015年（平成27年）7月1日にこれを棄却した[117]。

- 2019年2月14日、8都道府県に在住の同性婚を求める13組の同性カップルが国を相手取り一斉提訴。[118]

- 2023年10月25日に最高裁判所大法廷は、性別変更には生殖能力を永久的に失うことを要件とする性同一性障害者特例法第3条第1項第4号の規定は、憲法13条（個人の尊厳・幸福追求権）に違反し無効であると判断した（詳細は前述）[119]。

## 権利運動団体
日本ではLGBT当事者を中心としたセクシャル・マイノリティの権利を主張して法整備を含む要求・活動をしている団体が複数存在する。

### 性的指向および性自認等により困難を抱えている当事者等に対する法整備のための全国連合会
性的指向および性自認等により困難を抱えている当事者等に対する法整備のための全国連合会（せいてきしこうおよびせいじにんとうによりこんなんをかかえているとうじしゃにたいするほうせいびのためのぜんこくれんごうかい）、通称LGBT法連合会は性的指向および性自認等により困難を抱えている当事者等に対する法整備を目的に「政策提言」「法案の策定」「学習会の実施」「情報発信」を行っている当事者団体である。全国の当事者団体等によって構成されている。
国政におけるLGBTの人権擁護の分野で活動するロビー団体として、「先進国と同等のLGBT差別禁止法」の制定を訴えている。
2017年より国会議事堂内で「レインボー国会」と称する行事を何度か開催するなど、政治への働き掛けを強めている。2021年には「LGBT平等法」実現を求めてヒューマン・ライツ・ウォッチらとと共に１０万筆以上の署名を集めた。
2023年2月7日、支援団体「LGBT法連合会」などが厚生労働省で記者会見し、当事者への差別禁止や同性婚を認める規定などを盛り込んだ法整備に早急に取り組むよう政府に訴え、連合会の神谷悠一事務局長が「先進7カ国（G7）の中で（同様な）法制度が整備されていないのは日本だけ。」と発言したが、衆院法制局は2023年4月28日の会合で「（G7各国に）性的指向・性自認に特化して差別禁止を定める法律はない」と説明した。なお、衆院法務局がこの説明を行った段階で、「一般的な差別禁止・平等原則を定める法律」の中で性的指向・性自認を差別禁止の理由として明示している法律は各国で法制化されている。

### LGBT理解増進会
一般社団法人LGBT理解増進会（いっぱんしゃだんほうじんLGBTりかいぞうしんかい）は、各省庁や自由民主党と協働してLGBT理解増進法の制定を目指している団体である。
複数のLGBTの当事者・支援団体の関係者を理事としている。また、自由同和会を友好団体としている。
主催シンポジウムでは自民党所属の衆議院議員である稲田朋美らが登壇している。代表理事の繁内幸治は自民党の議員連盟の勉強会にて「暴走するLGBT」をテーマに講演し、 性別適合手術をしなくても法的性別を役所へ申告するだけで変更できる国や地域を念頭に、出生時点男性だった人が女性スポーツ競技に参加したり、女性用の公衆浴場（女湯）など女性専用空間に入ったりすることが可能になる環境（WiSpa事件など）は「女性を危険にさらす」として、トランス女性は女性や女性の活躍にとって脅威になると語った。トランスジェンダーの女性はエリートレベルの女子スポーツで競技すべきではないとする意見が多く、世界陸連や国際水泳連盟などはトランス女性の女子競技への参加を禁止している。稲田議員は勉強会の内容は同意していない主張内容だとし、毎日新聞は、「トランスジェンダーへの誤った認識」と主張した。

### その他の団体
2023年5月1日、性同一性障害当事者団体「白百合の会」や「女性スペースを守る会」などの4団体が共同で東京都内の日本記者クラブで記者会見を行った。白百合の会会長の森奈津子は、「LGBT活動家は当事者の代表ではない」としたうえで、「自らの性を自分できめる『性自認』」、すなわち「トランスジェンダリズム」を法令化する、LGBT理解増進法案と、同法案を推し進めるLGBT法連合会などの団体に対する批判的見解を強調した。なお、女性スペースを守る会の賛同人には統一協会系のフロント組織「天宙平和連合」の元職員の小林貴虎（自民党，三重県議会議員）が含まれていたり、白百合の会や女性スペースを守る会が参加した2021年11月の共同記者会見には統一協会系メディアのライターを称する日野智貴も同席していたことが判明している。ジャーナリストの藤倉善郎は女性スペースの会と統一協会の関係者との人的つながりを指摘している。

## メディア

### 歴史
明治時代にはグラビア雑誌『風俗画報』などいくつかの雑誌などに同性愛について書かれており、大正デモクラシー〜昭和初頭にかけても中央公論や一部性科学誌などで同性愛について触れられている。
戦後においては、戦後直後のSM・風俗雑誌や会員制ゲイ雑誌などを除いた一般のメディアでは、1960年代に『平凡パンチ』に同性愛関連記事が集中的に掲載された。
その後、1971年7月創刊の薔薇族を皮切りに、1980年代前半にかけて商業ゲイ雑誌の創刊が相次いだ。テレビメディアでも1970年代後半頃から、非芸能の分野で少しずつゲイなどの性的少数者が取り上げられるようになっていった。一例としてフジテレビ系「3時のあなた」の扇千景と逸見政孝が司会・サブ司会を務めていた1974年（昭和49年）4月から1977年（昭和52年）5月の間に、薔薇族の伊藤文学らが出演したことがあり、そこで同性愛者の置かれた状況を訴えた。

### 蔑称「オカマ」を巡って

#### よみがえった蔑称
2001年（平成13年）、一部週刊誌が東郷健を取り上げた記事「伝説のオカマ 愛欲と反逆に燃えたぎる」における「オカマ」（原義は肛門を指す江戸時代の俗語）表現を巡り、論争が起きた。オカマという言葉の使用にはゲイの中にも賛否両論があり、1990年代頃までは差別用語、若しくは放送上好ましくない用語として、マスメディアでは余り使われなくなっていた経緯がある。使われたとしても「先ほど不適切な発言がありました」などとして撤回されることがあった。それが近年ブレイクしはじめたオネエタレントらが自ら「所詮、私たちはオカマだから」と自虐的に用いることにより、再び使われる機会が増えている（一部番組ではテロップで「オネエ」など別の言葉に置き換えられることがある）。同性愛者の中でも取り分けオネエやトランスジェンダー（女装/非女装の両方）といった女性性が極端に高く、それでいて男性的な部分も一定程度残っているゲイの一部が「オカマ」を使いたがる傾向があり、男性性を受容しているゲイやニューハーフ（トランスセクシュアル、現在は女性にカテゴライズされる）は「オカマ」を差別表現だとして嫌がる傾向がある。

#### 批判と擁護
自身が当事者である美輪明宏は一部同性愛者の自己卑下した物言いについて、「同性愛者がからかわれる事になる。折角、同性愛が市民権を得てきたのに、歴史が逆戻りする」と批判している。また「所詮、オカマだから」（マツコDX）、「私たち汚いオカマは」（おすぎ）という言い方は、石原慎太郎元東京都知事の同性愛者蔑視発言と通底しているという意見もある。一方、ゲイライターの伏見憲明らは、これまで「オカマ」がネガティブに使われてきたことを逆手に取り、自らが肯定的に使い直すことでこの言葉に込められたネガティブな意味合いを一掃する「イメージ置換戦略」を提唱した。また「キャンプ」という概念を援用しつつ、傷つくことを他人から言われる前に自分でいって「笑い」に転化してしまえば生きるのがむしろ楽になる、という考えに立ち、一部のゲイ（トランスジェンダーなど）が自ら「オカマ」を使うのは世間智や生存戦略の一つだ、という主張もある。その主張に対しても、同性愛者を「笑う」ということ自体に偏見を助長する危険があるという意見もある。

#### 「オカマ」蔑称の歴史

##### 女装男娼への蔑称
元々「オカマ」は肛門を意味し、戦後の一時期まで女装する男娼への蔑称だった。戦後直後の1948年（昭和23年）、既に上野の女装男娼らは、オカマと呼ばれたくないという抗議の声を上げ、それに代わる言葉を自ら考えていた。女装家の青江忠一（青江のママ）は自分を「ゲイボーイ」と自認しているので、街中で「オカマ」と罵られると、追いかけて下駄で殴って抗議していた。それほど女装者にとって「オカマ」は差別的な蔑称として受け止められていた。

##### 女装男性、女性的ゲイ・ヘテロ男性への蔑称へ
この蔑称の指し示す範囲が広がり、また一般的になり始めたのは1971年（昭和46年）、東郷健が国政選挙に初立候補して以降のことだとされる。彼が選挙に出る度に演説や選挙広報番組で繰り返し「オカマの東郷健です」と言ったのが始まりで、少し後れて1975年（昭和50年）にデビューしたおすぎとピーコがそれを受け継ぎ、「私たちオカマです」という自己卑下的な物言いでお茶の間に拡散させた。このようにメディアで顔が知られた女装しない女性的なゲイ（オネエ若しくは非女装トランスジェンダー）の一部が「オカマ」蔑称を広めた。
これにより、当初は女装男娼者の中のそれも肛門性交をよくする者への蔑称だったのが、1980年代頃からは「女性的な男性」全体に拡大し、性同一性障害者（MtF）を含む女装男性（TG）は勿論、女装しない女性的なゲイ（オネエ）、女性的な異性愛（ヘテロ）男性への蔑称としても盛んに使われるようになった。学校などではゲイ・ヘテロを問わず、少し女性的だと「オカマ」と罵られ、暴力的ないじめに遭う被害も起きた。
すこたんソーシャルサービスの主宰者は、大学の非常勤講師として学生に接すると、ヘテロだが少し女性的な男子学生で「オカマと言われて凄く辛い経験をした」という者が、「毎年、200人中4〜5人はいる」と話している。男性からのみ言われるとは限らず、女性やクラスの女子生徒、果ては母親からも「オカマ」と罵られ、嘲笑され、人間としての尊厳やセクシュアリティを否定・侮辱されることも多い。「男は男らしく」という性差別的意識も背景にあるとされる。この様に「オカマ」蔑称は、ゲイ/ヘテロ男性の両方を傷つけることになっている。

##### 抗議で減少、そして復活
1980年代後半以降は、オカマ蔑称の広がりと同時に、それを不快に思うゲイ当事者やゲイ雑誌、ゲイ団体らが抗議の声を上げ始めたこともあり、メディアでは「オカマ」の使用に慎重になった時期があった。それが近年の「オネエブーム」でカバちゃんやマツコDXなど、オカマを自称するトランスジェンダーが多くメディアに出るようになり、彼らがオカマ蔑称を復活させた。

#### メディアの居直り
2012年（平成24年）、テレビ朝日の視聴者センターで電話応対した女性社員は、同性愛男性を侮蔑的な脈絡でオカマと呼んだと感じた番組に抗議したゲイ男性に「でも、ゲイの人自身がオカマといっていますよね。それはどうなるんですか？差別とは思わない」と猛然と反論を加えた。この事例が物語るように、オカマと呼ばれたくなかったり、オカマと聞いて不快になるゲイが多くいる一方で、メディアに出る一部オネエやトランスジェンダー自身がオカマ・アピールをしてしまっているため、オカマ呼称は止めて欲しいという切実な抗議に居直られてしまい、反論しようがないという袋小路に陥っている。

#### 最後の差別カテゴリー
女装家で性社会史研究家の三橋順子は「一部の同性愛者が自らオカマという分には認めていい、としてしまうのは危険」とした上で、一部にある「オカマちゃん」など敬称を付ければいいのかという論議にも、「部落や身体障害の差別語に“ちゃん”を付けたら認められるのか」と疑問を呈している。また女装しないゲイの一部がオカマ呼称を肯定していることにも「女装しないゲイは街を歩いていて、指差されて『オカマ』と嘲笑され差別されることはない」「実際に街中でいつも差別被害に遭うのは、私たちトランスジェンダーだ」といっている。そして「部落や在日、身体障害などを指す、様々な蔑称や差別用語の使用に慎重になってきたが、“オカマ”だけが今も遠慮なく使われ、性的マイノリティだけは別になっている」「“オカマ”は日本社会に残った差別カテゴリー。メディアにおける最後の差別カテゴリーだ」と言っている。

### 「オネエ」の問題点
近年、メディアの中で「オカマ」が差別表現だとして批判されてきたことから、それに代わり「オネエ」が男性同性愛者全体を指す言葉として使われ始めている。しかし新宿二丁目などゲイコミュニティやゲイ当事者の中では、女装をしないゲイの中の女性的なゲイ（オネエ言葉を使うゲイ）のみをオネエと言ってきた歴史があり、男性性を受容しているゲイはオネエ概念に含まれない。
またゲイ同士の会話で「彼、オネエ（言葉）だね」という場合、友達としてはいいけれど、恋愛対象ではない、生理的に受け付けないなどを含意することもあり、ゲイの中でもオネエやオネエ言葉を嫌う人や、自分がオネエ言葉を使うのは抵抗があるという人は多い。その理由として、生理的な嫌悪感の他に、オネエ言葉から連想されるイメージと自分が同一視されることへの嫌悪感や、オネエ言葉を振り撒いて見世物やピエロになることへの反発などがある。また男同士の愛は誇り高く対等なもので、片方が女役になることではないはずだ、という考えもある。20歳前後の若いゲイがオネエ言葉を使うにはまだ可愛いといっていられるが、大人のゲイがクネクネとオネエ言葉を使う姿は多くのゲイにとっても気持ちの良いものとはいえない、とする意見もある。なお、テレビに出演する著名なゲイが極度に女性的なゲイイメージを振りまくことや、彼らが使うオネエ言葉、自虐的オカマ呼称に対しては昔から批判があり、1970年代から1980年代のゲイ雑誌などの読者投稿欄の定番テーマでもあった。
メディアの同性愛者のステレオタイプな取り上げ方は変わっておらず、女装男性や女性的な仕草のゲイを茶化して笑おうとすることや、男性的なゲイや女性同性愛者の抹消（社会的無化）などの課題がある、と三橋順子は主張する。

### 報道事例
- 1985年（昭和60年）、日本公開の英国パブリックスクールのゲイ模様を描いた『アナザー・カントリー』の日本でのパンフレットには、シリアスな作品だったにもかかわらず「コウモンをぬけるとホモダチがいた。」と茶化して書いていた。
- 1996年（平成8年）6月9日放送の日本テレビ系「怖くて行けない所・第二弾 男がオトコを愛する交差点」（『解禁テレビ』）において、隠しカメラを積んだ車や撮影スタッフが隠し持った小型カメラで、新宿二丁目の街頭でキスをしているゲイらを盗撮し、嘲笑した。番組では取材カメラに気づいたゲイが「こちらの気持ち考えたことあるのか？」と激しく抗議する模様を放映し、するとナレーションは「確かにそうです。彼らの話を聞いてみましょう。」と、小型隠しカメラを装着しゲイを偽装したスタッフが、声をかけてきたゲイの部屋に同行し、部屋の中の模様も放映した。モザイクが掛けられていたとはいえ、一部を除き撮影された人に無断で放送した。番組には当時、ゲイ団体が抗議を行った[147]。
- 2014年（平成26年）1月19日、中華人民共和国政府系ウェブメディア・毎日中国経済「日本で急増とウワサの“ブラ男”ってなに？驚愕の事実に『オネエ化した日本じゃ戦争はムリだね』―中国ネットユーザー」（編集翻訳　恩田有紀）において、日本におけるメンズブラの流行に対するインターネット上の反応として「変態民族か」「変態民族は長年の米国の抑圧によって自信を失い、さらに変態になった」「ここまで低俗なの、日本ぐらいだろ」「キモい」とされた一方で、「日本人ってある意味自由だな」「かわいい」との反応があった報じられた。
- 2013年（平成25年）12月26日付けの朝日新聞に「五輪の祭典、政治持ち込むな」が掲載された。オバマ米大統領が、ロシア政府が同性愛者を弾圧していることを理由に、ソチ冬季五輪の開・閉会式に出席しない方針を打ち出したことに対し、五輪に政治を持ち込むのは反対だと訴え、日本政府はソチに首相級の人物を送るべきだと主張している。朝日新聞は、2014年2月4日配信の関根和弘記者による記事[148]でも、同趣旨の主張をしている。

## 同性愛者と事件
2000年（平成12年）に起きた「新木場殺人事件」を始め、ゲイが集まる深夜の出会いの場で、少年グループによるゲイ襲撃事件が発生している。犯行に及んだ少年らはゲイは警察に被害届を出しにくいという理由で狙っているとされる。。戦後直後には「男娼の森」といわれた上野公園などでゲイを恐喝するものがいたとされ、比較的的直近では、日本テレビ系ゲイドラマ『同窓会』（1993年）にも「ホモ狩り」シーンが出てくる。ゲイ雑誌やゲイ団体などは自分の身を守るため、野外でのそうした行為はしないという自衛策を講じることが必要だと呼びかけている。また歌舞伎町の「暴力・恐喝バー」の被害に遭うゲイも後を絶たない。新宿2丁目の路上やゲイが集まる施設などで「彼氏や友達になろう」と声をかけて店まで連れて行き、泥酔させた上で大金を要求するという手口。90年代頃からゲイ雑誌で、恐喝バーの被害に遭わないために、怪しい店には着いて行かないよう呼びかけが行われてきた。
- 1973年（昭和48年） - 富士高校放火事件。この事件に関与した疑いで逮捕されたゲイの定時制高校生（当時29歳）は結果は無罪（冤罪）となったが、取り調べの過程にて警察は彼を異常者として扱い数々の罵声を浴びせたばかりか、彼の同性愛指向を利用してでっち上げの自白をさせた。
- 1983年（昭和58年） - 宮崎県のデパートの書店で起きたゲイ雑誌万引事件。女性店員にゲイ雑誌の万引きを見つかった高校2年生（17歳）の少年が、親を呼び出された直後、トイレに行くといって屋上から投身自殺した[150]
- 同性愛を禁止する教義を持つ教団の系列学校に勤務していたゲイの教師が、自殺したことがあった[4]。
- ゲイだと分かった息子を、親が柱に縛り付け、殴る蹴るの暴行を加えた[4]。
- 1998年（平成10年）～1999年（平成11年）　久留米看護師連続保険金殺人事件。森功のノンフィクション書籍『黒い看護婦』に詳しい。主犯の女は2016年3月に死刑執行。
- 1998年（平成10年）4月 - 東京都・世田谷区芦花公園（発展公園）でゲイの男性が暴走族風の集団に刃物で左大腿部を刺され死亡した。
- 2000年（平成12年） - 少年グループらが同性愛者をリンチした「新木場殺人事件」が起きる。一人が殺害され、その他被害届が提出されたものだけでも数十件の被害例があった。
- 2006年（平成18年）7月27日 - 東京都江東区の夢の島総合運動場でゲイ男性が暴行を加えられ全身打撲の重傷を負い、所持していた現金2万1000円を強奪されるという事件が発生した。逮捕されたのは都立高校3年、無職、私立高校3年2人の17~18歳までの4人で、江東区の中学の同級生だった遊び仲間。4人組は男性を襲った直後、約400メートルほど離れた同運動場内で別の男性も襲い、2週間のけがを負わせた。
- 2011年（平成23年）10月、東京都新宿区北新宿の有料ハッテン場「デストラクション」経営者が、公然わいせつほう助の疑いで逮捕された。同性愛者向け有料発展場が覚せい剤等の違法薬物使用の温床となっているという認識の下での調査であった[151]。